# Next Station: London
Next Station: London ist ein Spiel des Spieleautors Matthew Dunstan, das 2022 bei dem Spieleverlag Blue Orange Games erschienen ist. Es wurde 2023 neben Dorfromantik und Fun Facts für den Kritikerpreis Spiel des Jahres nominiert.

## Thema und Ausstattung
Bei Next Station: London versuchen die Spieler, durch die Verbindung von Stationen der Londoner U-Bahn möglichst optimale Strecken für verschiedene Aufgaben herzustellen. Dabei gestalten sie ein eigenes U-Bahn-Netz mit den für sie optimalen Strecken. Es handelt sich dabei um ein so genanntes Flip-and-Write-Spiel, bei dem jeweils nach dem Aufdecken einer Karte eine Linie auf dem Stadtplan der Spieler eingezeichnet wird. Das Spielmaterial besteht neben einer Spielanleitung aus 100 doppelseitig bedruckten Stadtplänen mit den zu erreichenden Stationen der Stadt London, elf Stationskarten, fünf Bonusziel-Karten, vier Farbvorteils-Karten und vier Buntstiften.

## Spielweise
Zu Beginn des Spiels bekommt jeder Mitspieler einen Londoner Stadtplan und einen der vier Buntstifte. Die elf Stationskarten werden gemischt und als verdeckter Kartenstapel in die Tischmitte gelegt.
Das Spiel wird über vier Runden gespielt, wobei die Spieler in jeder Runde jeweils eine Bahnlinie auf ihren Stadtplan zeichnen und so am Ende des Spiels je vier verschiedenfarbige U-Bahnlinien aufgebaut haben. Gespielt wird gleichzeitig, wobei jeder Spieler seine Linien auf seinen eigenen Stadtplan einzeichnet. Jeder Spieler startet an dem für seine Startfarbe markierten Bahnhof. Ein vorher ausgewählter Spieler (Zugbegleiter) deckt in jedem Spielzug jeweils die oberste Karte des verdeckten Stapels auf und alle Spieler verbinden im ersten Zug den Startbahnhof und danach jeweils einen der beiden Endpunkte ihrer Strecke mit einer Station, die das aufgedeckte Symbol trägt. Dabei müssen sie den vorgegebenen Linien folgen und dürfen keine Station auf ihrem Plan überspringen und keine bereits bestehende Linien kreuzen. Jokerkarten ermöglichen es, eine beliebige neue Station anzufahren und wenn eine Weichenkarte aufgedeckt wird, darf eine Linie an einem beliebigen Bahnhof der Strecke abgezweigt werden. Das Aufdecken wird wiederholt, bis der Zugbegleiter die fünfte als unterirdische Linie erkennbare Karte aufgedeckt und alle Spieler ihre damit gekennzeichnete letzte Strecke angebunden haben. Am Ende der Runde werden jeweils Punkte für die Strecken vergeben, indem die Anzahl der durchfahrenen Stadtbezirke mit der Anzahl der Stationen in dem Stadtbezirk mit den meisten Stationen multipliziert und danach die Anzahl der Themse-Überquerungen addiert werden. Zudem werden die angebundenen Touristenziele, die entsprechend gekennzeichnet sind, gezählt und entsprechend auf dem Stadtplan markiert.
Nach einer Runde werden die Buntstifte im Uhrzeigersinn weitergegeben und der Kartenstapel erneut gemischt und bereitgelegt. Die folgenden Runden werden wie die erste Runde gespielt. Neue Linien dürfen die bereits angefahrenen Stationen ebenfalls nutzen (Umsteigepunkte), jedoch weder auf bereits eingezeichneten Linien weiterfahren noch bereits bestehende Strecken abseits der Bahnhöfe kreuzen.
Das Spiel endet nach vier Runden, also wenn alle Spieler jeweils vier verschiedenfarbige Bahnlinien in den Stadtplan eingezeichnet haben. Danach kommt es zu einer Auswertung der erreichten Punkte, wobei die folgenden Werte addiert werden:
- die Rundenpunkte der vier Runden werden addiert (Stadtbezirke × Stationen + Themseüberquerungen)
- die durch die Anbindung von Touristenzielen erreichten Punkte
- Umsteigepunkte geben Punkte entsprechend der angebundenen Linien (2, 5 oder 9 Punkte)

Gewinner des Spiels ist der Spieler mit den meisten Punkten. Bei einem Gleichstand gewinnt der Spieler, der mit einer Linie am meisten Punkte erreicht hat.

## Entwicklung und Rezeption

### Veröffentlichung
Das Spiel Next Station: London wurde von dem australischen Spieleautor Matthew Dunstan entwickelt und 2022 von dem Verlag Blue Orange Games zuerst in einer multilingualen Version in acht Sprachen veröffentlicht. Es folgten einzelne Versionen unter anderem auf Englisch, Französisch, Polnisch, Ungarisch, Ukrainisch, Koreanisch, Chinesisch und in den nordeuropäischen Sprachen. Eine erste deutschsprachige Version wurde von dem Verlag HCM Kinzel ebenfalls 2022 veröffentlicht, nach dem Erfolg unter anderem durch die Nominierung beim Spiel des Jahres folgte 2023 eine Neuauflage.

### Rezeption
Im Mai 2023 wurde Next Station: London gemeinsam mit den Spielen Dorfromantik und Fun Facts für das Spiel des Jahres nominiert. Die Jury begründet ihre Einschätzung wie folgt:

„Die kurzweilige Planung des U-Bahn-Netzes bietet strategische Finessen im kleinen Format, und das bei erfreulich schlankem Regelwerk. Auf den nach und nach bunter werdenden Blöcken entstehen Konstrukte, die mit Werkstolz erfüllen. Es ist ein friedliches Nebeneinander, bei dem uns niemand in die Suppe spuckt – und alle ihr eigenes Risikomanagement betreiben. Die Lernkurve wächst mit jeder Partie und weckt den Ehrgeiz, es das nächste Mal noch besser zu machen.“

Der Spielekritiker Uwe Bartsch bewertete das Spiel als „reizvoll“ und schrieb zu ihm: „Die Spielidee, dass ich auf meinem Plan nacheinander mit vier verschiedenen Farben agiere, löst interessante Überlegungen aus.[…] Next Station: London ist in meinem Ansehen von Partie zu Partie gewachsen. Natürlich wiederholen sich bestimmte Muster mit der Zeit. Ich werde aber trotzdem nicht müde, es zu spielen, denn Next Station: London baut zuverlässig Spannung auf und bringt gemessen an Aufwand und Spieldauer die richtige Tiefe mit.“ In einer Kritikenrundschau des Vereins Spiel des Jahres wird das Spiel ebenfalls durchgehend positiv bewertet. So schrieb etwa Stephan Kessler, dass sich das Spiel in seinen Spielrunden „nach und nach zum Geheimtipp“ entwickelt habe und nach Harald Schrapers Rezension in der spielbox sei es ein „spannendes Spiel, das thematisch dadurch gefällt, dass man oft ein recht real aussehendes Nahverkehrsnetz schafft.“

### Erweiterungen und Nachfolger
Bereits im Erscheinungsjahr 2022 wurde ein Set von vier Promokarten für die Internationale Spielemesse in Essen mit dem Titel „Open Day“ veröffentlicht.
Im Jahr 2023 erschien eine Nachfolgerversion mit dem Titel Next Station: Tokyo und Anfang 2024 folgte Next Station: Paris, die beide das bekannte Spielprinzip in den jeweiligen Städten fortführen.

## Belege
1. 1 2 3 4 5 6  Spielanleitung Spielregeln von Next Station: London, HCM Kincel 2022
2. ↑  Next Station: London, Versionen bei BoardGameGeek. Abgerufen am 1. Juni 2024.
3. 1 2  Next Station: London auf der Website des Spiel des Jahres e.V.; abgerufen am 1. Juni 2024.
4. ↑  Uwe Bartsch: Next Station: London, Rezension auf „Rezensionen für Millionen“, 15. Januar 2023; abgerufen am 1. Juni 2024.
5. ↑  Kritikenrundschau: Next Station London – Planung im Untergrund, Spiel des Jahres e.V; abgerufen am 1. Juni 2024.
6. ↑  Next Station: London – Open Day in der Spieledatenbank BoardGameGeek (englisch); abgerufen am 1. Juni 2024.
7. ↑  Next Station: Tokyo in der Spieledatenbank BoardGameGeek (englisch); abgerufen am 1. Juni 2024.
8. ↑  Next Station: Paris in der Spieledatenbank BoardGameGeek (englisch); abgerufen am 1. Juni 2024.